# Neogryllopsis zomba
Neogryllopsis zomba är en insektsart som beskrevs av Otte, D. 1983. Neogryllopsis zomba ingår i släktet Neogryllopsis och familjen syrsor. Inga underarter finns listade i Catalogue of Life.